# Magdalena Forsbergová
Magdalena Forsbergová, nepřechýleně Magdalena Forsberg (* 25. července 1967 Örnsköldsvik) je bývalá švédská reprezentantka v biatlonu a běhu na lyžích, dvojnásobná bronzová medailistka ze zimních olympijských her a šestinásobná mistryně světa.
V letech 1994–2002 vyhrála celkem šestkrát světový pohár v biatlonu a v něm 42 jednotlivých závodů, což je nejvíce mezi ženami v historii. Získala i 17 malých glóbusů za vítězství v jednotlivých disciplínách světového poháru.
V počátku sportovní kariéry se věnovala běhu na lyžích. V biatlonu začala závodit až v roce 1993, kdy jí bylo 26 let. I přesto se stala nejúspěšnější biatlonistkou historie co do počtu vítězství ve světovém poháru.

## Výsledky

### Olympijské hry a mistrovství světa
| Sezóna  | D   | Místo          | SP  | SZ | HZ | IZ  | ŠT  | TEAM | Věk    |
| ------- | --- | -------------- | --- | -- | -- | --- | --- | ---- | ------ |
| 1994/95 | MS  | Anterselva     | 19. | ×  | ×  | 7.  | 14. | –    | 26 let |
| 1995/96 | MS  | Ruhpolding     | 3.  | ×  | ×  | 15. | 10. | 9.   | 27 let |
| 1996/97 | MS  | Brezno-Osrblie | 3.  | 1. | ×  | 1.  | 16. | 11.  | 28 let |
| 1997/98 | ZOH | Nagano         | 17. | ×  | ×  | 14. | 10. | ×    | 30 let |
| 1997/98 | MS  | Pokljuka       | ×   | 1. | ×  | ×   | ×   | 7.   | 30 let |
| 1998/99 | MS  | Kontiolahti    | 2.  | 5. | 3. | 6.  | –   | ×    | 31 let |
| 1999/00 | MS  | Oslo           | 4.  | 1. | 4. | 3.  | 13. | ×    | 32 let |
| 2000/01 | MS  | Pokljuka       | 6.  | 3. | 1. | 1.  | –   | ×    | 33 let |
| 2001/02 | ZOH | Salt Lake City | 3.  | 6. | ×  | 3.  | –   | ×    | 34 let |
| 2001/02 | MS  | Oslo           | ×   | ×  | 8. | ×   | ×   | ×    | 34 let |